# Liste des évêques de Malaga

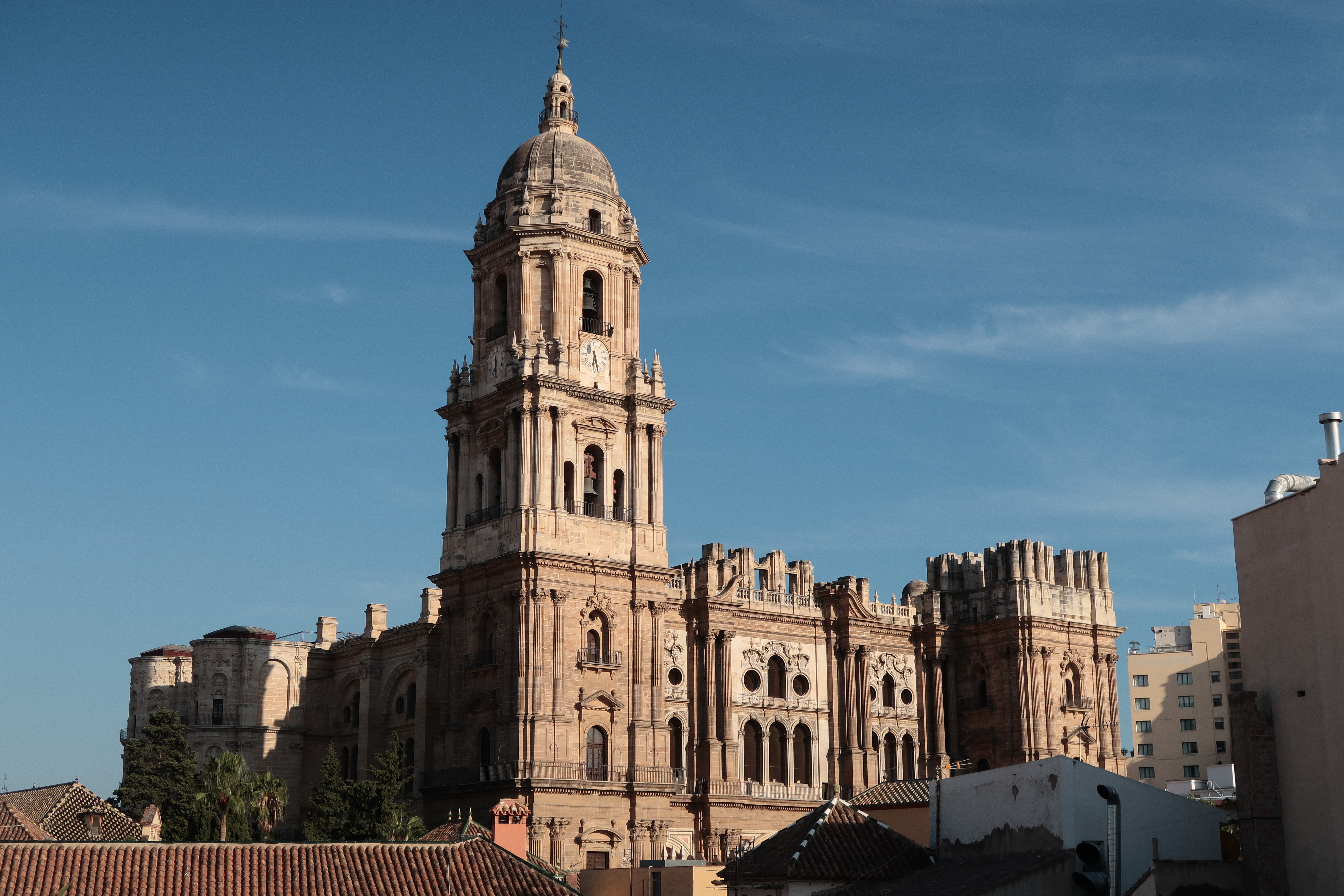
La cathédrale de Malaga.

Cette page présente la liste des évêques de Malaga en Andalousie, dans le sud de l'Espagne depuis la fondation du diocèse au IIIe siècle:

## Liste des évêques de Malaga
- Saint Patrice (es) (290 - 304?)
- Severo (578 - 601)
- Januario (602 - 616 ?)
- Teodulfo (617 - 633 ?)
- Tunila (634 - 653 ?)
- Samuel (678 - 690 ?)
- Honorio (690 - 711 ?)
- Amalsuindo (838 - 844 ?)
- Hostegesis (845 - 864 ?)
- Julián (vers 1117)
- Fernando Verguera (1420 - 1430 ?) (évêque titulaire)
- Fernando de Algaria (1430 - 1432 ?) (évêque titulaire)
- Martín de las Casas (1433 - 1441 ?) (évêque titulaire)
- Rodrigo de Soria (1458 - 1486) (évêque titulaire)
- Pedro Díaz de Toledo y Ovalle (1487 - 1494)
- Diego Ramírez de Villaescusa de Haro (1500 - 1518)
- Raffaele Riario (1518 - 1519)
- César Riario (1519 - 1540)
- Bernardo Manrique, O.P. (1541 - 1564)
- Francisco Blanco Salcedo (1565 - 1574) (aussi archevêque de Saint-Jacques de Compostelle)
- Francisco Pacheco de Córdoba (1574 - 1587) (aussi évêque de Cordoue)
- Luis García Haro de Sotomayor (1587 - 1597)
- Diego Aponte Quiñones, O.S. (1598 - 1599)
- Tomás de Borja (1600 - 1603) (aussi archevêque de Saragosse)
- Juan Alonso Moscoso (1603 - 1614)
- Luis Fernández de Córdoba (1615 - 1622) (aussi archevêque de Saint-Jacques de Compostelle)
- Francisco Hurtado de Mendoza y Ribera (1622 - 1627) (aussi évêque de Plasencia)
- Gabriel Trejo y Paniagua (1627 - 1630)
- Antonio Henriquez Porres, O.F.M. (1633 - 1648)
- Alonso de la Cueva-Benavides y Mendoza-Carrillo (1648 - 1655)
- Diego Martínez Zarzosa (1656 - 1658)
- Antonio Piñahermosa (1659 - 1661)
- Alonso Henríquez de Santo Tomás (1664 - 1691)
- Bartolomé Espejos y Cisneros (1693 - 1704)
- Francisco de San José, O.F.M. (1704 - 1713)
- Manuel de Santo Tomás Mendoza, O.P. (1713 - 1717)
- Jules Alberoni (1717 - 1725)
- Diego González Toro y Villalobos (1725 - 1734) (aussi évêque de Cuenca)
- Gaspar de Molina y Oviedo, O.S.A. (1734 - 1744)
- Juan Eulate Santacruz (1745 - 1755)
- José Francis Laso de Castilla (1755 - 1774)
- Juan Molina Lario y Navarro (1776 - 1783)
- Manuel Ferrer y Figueredo (1785 - 1799)
- José Vicente Lamadrid (1800 - 1809)
- Ildefonso Cañedo Vigil (1814 - 1825) (aussi archevêque de Burgos)
- Manuel Martínez Ferro, O. de M. (1825 - 1827)
- Juan Francisco Martínez Castrillón (1828)
- Juan Nepomuceno Gómez Durán (1829 - 1830)
- Juan José Bonel y Orbe (1830 -  1833) (aussi évêque de Cordoue)
- José Gómez Navas, T.O.R. (1833 - 1835)
- Valentín Ortigosa (1836 - 1841)
- Mariano Ruiz Navamuel (1841)
- Salvador José Reyes García de Lara (1848 - 1851) (aussi archevêque de Grenade)
- Juan Nepomuceno Cascallana Ordóñez (1851 - 1868)
- Esteban Pérez Fernández (1868 - 1878)
- Zeferino González y Díaz Tuñón, O.P. (1874 - 1875) (élu)
- Manuel Gómez-Salazar y Lucio-Villegas (1879 - 1886) (aussi archevêque de Burgos)
- Marcello Spínola y Maestre (1886 - 1895) (aussi archevêque de Séville)
- Juan Muñoz y Herrera (1895 - 1919)
- Manuel González y García (1920 - 1935) (aussi évêque de Palencia)
- Balbino Santos y Olivera (1935 - 1946) (aussi archevêque de Grenade)
- Ángel Herrera y Oria (1947 - 1966)
- Emilio Benavent Escuín (1967 - 1968) (aussi archevêque de Grenade)
- Ángel Suquía Goicoechea (1969 - 1973) (aussi archevêque de Saint-Jacques de Compostelle)
- Ramón Buxarrais Ventura (1973 - 1991)
- Antonio Dorado Soto (1993 - 2008)
- Jesús Catalá IbáñezJesús Esteban Catalá Ibáñez (2008 - 2025)
- José Antonio Satué Huerto (depuis 2025)

## Source
- (en) Diocese of Málaga, Catholic-Hierarchy